# Президент Мексики

Штандарт Президента Мексики

Президент Мексики — голова держави Мексика.

## Вибори та компетенція
Президент обирається на шестирічний термін без права переобрання. Вибори відбуваються в один тур і переможець визначається простою більшістю голосів. 2 червня 2024 року Президентом Мексики обрано Клаудія Шейнбаум (вступила на посаду 1 жовтня 2024 року).

## Список
- Беніто Пабло Хуарес 1858–1872
- Себастьян Лердо де Техада 1872–1876
- Хосе Марія Іглесіас 1876–1877
- Порфіріо Діас 1876
- Хуан Непомусено Мендес 1876–1877
- Порфіріо Діас 1877–1880
- Мануель Гонсалес 1880–1884
- Порфіріо Діас 1884–1911
- Франсіско Леон де ла Барра 1911
- Франсіско Ігнасіо Мадеро 1911–1913
- Педро Ласкуран 1913
- Хосе Вікторіано Уерта Ортега 1913–1914
- Франсіско Карвахаль 1914
- Венустіано Карранса 1914–1920
- Еуаліо Гутьєрез 1914–1915
- Роке Гонсалес Гарса 1915
- Франсіско Лагос Часаро 1915
- Адольфо де ла Уерта 1920
- Альваро Обрегон 1920–1924
- Плутарко Еліас Кальєс 1924–1928
- Еміліо Портес Хіль 1928–1930
- Паскуаль Артіс Рубіо 1930–1932
- Абелардо Родрігес 1932–1934
- Ласаро Карденас 1934–1940
- Мануель Авіла Камачо 1940–1946
- Мігель Алеман Вальдес 1946–1952
- Адольфо Руїс Котінес 1952–1958
- Адольфо Лопес Матеос 1958–1964
- Густаво Діас Ордас 1964–1970
- Луїс Ечеверрія 1970–1976
- Хосе Лопес Портільйо 1976–1982
- Мігель де ла Мадрид 1982–1988
- Карлос Салінас де Гортарі 1988–1994
- Ернесто Седільо 1994–2000
- Вісенте Фокс 2000–2006
- Феліпе Інохоса Кальдерон 2006–2012
- Енріке Пенья Ньєто 2012 — 2018
- Андрес Мануель Лопес Обрадор — 2018 — 2024
- Клаудія Шейнбаум — 1 жовтня 2024 — і нині